# صاریغ موشی تیره
صاریغ موشی تیره(نام علمی: Caenolestes fuliginosus) نام یک گونه از سرده صاریغ‌های موشی معمولی است.